# Fedák Ferenc Orbán
Fedák Ferenc Orbán (Jászó, 1814. szeptember 17. – Jászó, 1874. december 29.) premontrei rendi pap, tanár, költő, préposti levéltáros.

## Élete
Jászói származású. Édesapja, Fedák András (1780–1851), a jászói konvent uradalmi tiszttartója, édesanyja, Beretz Julianna volt. Fedák András, Fedák Pál és Noviszedlák Mária fia, eredetileg Káposztafalváról vándorolt át és 1811. november 18.-án vette el a jászói születésű feleségét.
1832. november 4-én lépett be a jászóvári premontrei rendbe. 1836. szeptember 25-én ünnepélyes fogadalmat tett, majd 1838. szeptember 20-án szentelték pappá. 1839-ben gimnáziumi tanár volt Rozsnyón, 1843-ban a humaniorák tanára és hitszónok ugyanott, 1847-ben Kassán; 1850-ben az ujonnan átalakított kassai gimnáziumban a latin és magyar nyelvet tanította, 1854-ben Eperjesen a magyar irodalomtörténetet és történelmet; 1857-ben jászói jószágigazgató, 1864-től házgondnok és préposti levéltárnok volt.

## Művei
- Ode honoribus ill. ac rev. d. Dominici e com. Zichy de eadem et Vásonkeő, episcopi Rosnaviensis, munus suum a. 1841. die 30. Maii solemni ritu capessentis. Rosnaviae, 1841
- Dalkoszorú, melyet nagys. jeszeniczei Jankovits Antal urnak, tek. Gömör és Kis-Hont törv. egyesült vármegyék főispán-helyettesi székébe 1844. tavaszutó 20. történt beigtatása ünnepélyén a rozsnyói kir. gymnasium tisztelettel nyújtott. Rosnaviae
- Zengzet mélt. és főtiszt. kisaponyi Bartakovics Adalbert urnak, rozsnyói megyés püspök tiszteletére főpásztori székébe ünnepélyes beigtatása alkalmával, a rozsnyói kir. középtanodától szentelve, Sz. Iván hava 24. 1845-ben
- Imádd az Istent. Imádságos könyv a keresztény kath. ifjuság számára. Kassa, 1850